# Збуджений стан квантовомеханічної системи

Збуджений стан квантовомеханічної системи — будь-який стан квантовомеханічної системи, відмінний від основного.
Квантовомеханічна система не може як завгодно довго перебувати в збудженому стані. Внаслідок взаємодії із нульовими коливаннями електромагнітного поля відбувається спонтанний перехід збуженого стану в інший стан із меншою енергією. Характеристикою йомовірності такого переходу є час життя.
Квантовомеханічна система переходить у збуджений стан внаслідок взаємодії із зовнішнім збуренням.